# Большов, Владимир Иванович
Влади́мир Ива́нович Большов (род. 22 января 1958, Москва) — советский и российский актёр театра и кино, режиссёр. Заслуженный артист Российской Федерации (1994).

## Биография
Владимир Большов родился 22 января 1958 года в Москве. Отец был инженером-строителем (скончался), мать (род. 1930) — заведующей производством.
До седьмого класса средней школы жил вместе с семьёй на улице Строителей, рядом со станцией метро «Университет».
Окончил школу рабочей молодёжи. Работал грузчиком, художником-оформителем. В возрасте двадцати одного года, после военной службы в рядах Советской армии, поступил в театральный институт. В последний учебный год работал на заводе токарем.
В 1984 году окончил актёрский факультет Школы-студии МХАТ имени Немировича-Данченко в Москве (руководитель курса — Иван Тарханов).
С 1984 года по настоящее время[какое?] играет в Театре «Сатирикон» имени Аркадия Райкина в Москве.
В 1994 году удостоен почётного звания «Заслуженный артист Российской Федерации».

### Личная жизнь
Вторая жена — Жанна Александровна Токарская (1961—2000), актриса театра и кино. Начинала в любительском театре-студии «Юность» в городе Горловке (Украинская ССР). В 1985 году окончила актёрский факультет Высшего театрального училища имени Б. В. Щукина (курс Т. Коптевой). Играла в Московском драматическом театре имени М. Н. Ермоловой. С 1988 по 2000 годы была актрисой Театра «Сатирикон» имени Аркадия Райкина. Дочь Мария.
Третья жена — Агриппина Стеклова (род. 15 февраля 1973), актриса театра и кино, Заслуженная артистка Российской Федерации (2008). Познакомились в Театре «Сатирикон» имени Аркадия Райкина.
Пасынок Даниил Андреевич Стеклов. Внук Пётр. Дочь Анна.

## Творчество

### Независимый театральный проект
- 2008 — «Театр по правилам и без» М. Фрейн

### Другие театры
- «Смешные деньги» — инспектор Слейтон
- «Король Лир» — герцог Альбанский
- «Азбука артиста» (реж. Ю.Бутусов)
- «Служанки» (реж. Р.Виктюк) — Соланж
- «Гамлет» (реж. Р.Стуруа) — могильщик, Гильденстерн
- «Трактирщица» (реж. А.Горбань) — кавалер
- «Федра»(реж. А.Жолдок) — царь Тезей
- «Ромео и Джульетта» (реж. К.Райкин) — Меркуцио
- «Ромео и Джульетта» (реж. Р.Стуруа) — брат Лоренцио
- «Макбетт» (реж. Ю.Бутусов) — барон Гламис, офицер, 1-й шут
- «Что наша жизнь?» — Брут
- «Геркулес и Авгиевы конюшни» — Парламентарий
- «Маугли» — Табаки
- «Багдадский вор» — Циклоп
- «Голый король» — первый министр
- «Мнимый больной» — Беральд
- «Сирано де Бержерак» — Гилси, офицер
- «Шоу-Сатирикон» — Ведущий
- «Трёхгрошовая опера» — Маттиас-Монета
- «Жак и его господин» — Маркиз
- «Гедда Габлер» — асессор Брак[5]

### Фильмография

#### Актёр
- 2024 — Плевако — Александр II, российский император
- 2024 — Игры — Михаил Алексеевич Головин, чиновник
- 2020 — Марлен — Григорий Иванович Ганди, судмедэксперт
- 2020 — Стрельцов — Гавриил Качалин
- 2020 — Старые кадры — Эдуард Гранин
- 2018 — Тот, кто читает мысли (Менталист) (серия № 13 «Случилось убийство, погиб человек») — Борис Михайлович, «король» местной мафии по прозвищу «Кусок»
- 2017 — Икра — Игнат Макарович Потапов, директор магазина «Океан»
- 2015 — Власик. Тень Сталина — Иван Францевич Юсис
- 2014 — Господа-товарищи (фильм № 4 «Веер дьявола») — Сергеев / Осипов, особо опасный бандит по прозвищу «Мишка Культяпый»
- 2013 — Две зимы и три лета — Гаврила Ганичев
- 2013 — Истребители — Вадим Петрович Лагоза, майор госбезопасности, начальник особого отдела полка
- 2013 — По лезвию бритвы — Эрих Кох, рейхскомиссар нацистской Германии
- 2012 — Отстегните ремни — «Багор», помощник Промыслова
- 2011 — Жуков — Репин
- 2011 — Высоцкий. Спасибо, что живой — врач в гостинице
- 2011 — Бомбила — «Сизый», раскоронованный вор в законе
- 2010 — Виски с молоком — саксофонист
- 2010 — Москва. Центральный округ 3 (фильм № 10 «Московское время») — милиционер
- 2010 — Погоня за тенью — Андрей Викторович Ерёмин, полковник милиции
- 2009 — Исчезнувшие — заместитель командира отряда, комиссар
- 2009 — Питерские каникулы — Евгений Львович
- 2009 — Грязная работа (фильм № 1 «Бриллианты Разумовского») — «Заза Печальный», криминальный «авторитет»
- 2009 — Братья Карамазовы — Николай Парфёнович Нелюдов, следователь
- 2008 — Самый лучший вечер — врач-снайпер
- 2008 — Глухарь (серия № 44 «За отца») — Матвей Пирякин
- 2008 — Защита — Штуцер
- 2008 — Красное на белом — Балуев
- 2007-2009 — Папины дочки (серия № 8) — Владимир, режиссёр исторического сериала, в котором пробовалась Маша
- 2007 — Медвежья охота — Максим Максимович Курбатов, дядя Евгении
- 2007 — Заражение — «Витязь»
- 2007 — Марш Турецкого. Возвращение Турецкого (фильм № 5 «Он обещал вернуться») — Леонид Савельев, исполнительный директор рекламного агентства
- 2006 — Бункер, или Учёные под землёй — Пётр Петрович («Психолог»)
- 2006 — Кромъ — глава дворянского союза
- 2006 — Слава богу, ты пришёл! — много ролей
- 2006 — Острог. Дело Фёдора Сеченова — Сафьянов, психиатр
- 2005 — Человек войны — Цыкин
- 2005 — Слепой 2 — Иннокентий Возчиков, аспирант
- 2005 — Мошенники — Семён Макарович («Сявый»)
- 2005 — Фитиль (сюжет «Будем взаимно культурны») — пассажир в трамвае
- 2004 — Дом у солёного озера — Мартин Шмидт, учитель
- 2004 — МУР есть МУР — Васин
- 2004 — Моя прекрасная няня — Черноналов, налоговый инспектор
- 2003 — Антикиллер 2: Антитеррор — следователь
- 2003 — А поутру они проснулись — «Нервный»
- 2003-2004 — Бедная Настя — Илья Петрович Штерн, врач, старинный друг барона Корфа
- 2002 — Каменская 2 (фильм № 1 «Украденный сон», фильм № 4 «За всё надо платить») — Виктор Тришкан
- 2001 — Львиная доля — прапорщик МВД
- 1999—2003 — Простые истины — отец Димы Князева
- 1999 — Шутить изволите? — профессор
- 1998 — Сочинение ко Дню Победы — Валерий Никитин
- 1995 — Летние люди — Павел Сергеевич Рюмин
- 1994 — Стреляющие ангелы — господин «Смерть»
- 1993 — Русский регтайм — человек в штатском
- 1991 — Призрак — Веня
- 1990 — Фанат 2 — Сева
- 1988 — Когда наступит день — Антон
- 1987 — Мир дому твоему — мужчина из ресторана
- 1986 — Выкуп — эпизод[5]
- 1984—1986 — Михайло Ломоносов — Архипыч, юродивый
- 1984 — Господин Великий Новгород — старец

#### Сценарист
- 1997 — Новейшие приключения Буратино

### Работа на телевидении
- Телешоу «Слава Богу, ты пришёл!» («СТС»).
- «Звёздный час» — второй ведущий по приглашению Владислава Листьева, сменил первого ведущего Алексея Якубова (1992)[5].

## Государственные награды и звания
- 1994 — почётное звание «Заслуженный артист Российской Федерации» — за заслуги в области искусства[1].